# Kaberamaido
Kaberamaido è un centro abitato dell'Uganda, situato nella Regione orientale. 